# Hot Girls Wanted
Hot Girls Wanted è un documentario del 2015 diretto da Jill Bauer e Ronna Gradus. 
Film statunitense sulla pornografia adulta giovanile, presentato in anteprima al Sundance Film Festival 2015 ed è stato pubblicato su Netflix il 29 maggio 2015.

## Trama
Il documentario tratta di diverse giovani ragazze dai 18 ai 25 anni che sono intervistate sulle loro esperienze come attrici pornografiche. Diverse donne, tra cui Rachel Bernard e Tressa Silguero, sono assunte da un agente pornografico di 23 anni, Riley Reynolds, per vivere nella sua casa di North Miami Beach.